# 한국문학상
한국문학상(韓國文學賞)은 사단법인 한국문인협회에서 한국 문학에 두드러진 작품을 해마다 골라 그 작품의 지은이에게 주는 상이다. 한국 문학상은 1964년에 첫 수상자를 시 부문에서 선정 수상하였으며 수상 분야는 시, 소설 연극, 수필, 문학평론, 아동문학 등에 두루 걸쳐 있다. 1984년 이후에는 한 해에 여러 명이 서로 다른 분야에서 수상자로 자주 선정되는 것을 볼 수 있다.

## 수상자
| 연도          | 수상자                                    | 수상작품 | 수상부문                         |
| ------------- | ----------------------------------------- | --- | -------------------------------- |
| 1회 (1964년)  | 마해송                                    | 떡배 | 시                               |
| 2회 (1965년)  | 김종문                                    | 신시집 | 시                               |
| 3회 (1966년)  | 박화성                                    | 증언 | 소설                             |
| 4회 (1967년)  | 정태용                                    | 현대시인연구 | 문학평론                         |
| 5회 (1968년)  | 신석정                                    | 산의 서곡 | 시                               |
| 6회 (1969년)  | 이정환                                    | 수라도 | 소설                             |
| 7회 (1970년)  | 하근찬                                    | 일본도 | 소설                             |
| 8회 (1971년)  | 박경수                                    | 동토 | 소설                             |
| 9회 (1972년)  | 이추림                                    | 이조떡살 | 시                               |
| 10회 (1973년) | 이원수                                    | 꽃바람 속에 | 시                               |
| 11회 (1974년) | 조경희                                    | 면역의 거리 | 수필                             |
| 11회 (1974년) | 정완영                                    | 실일의 명 | 시조                             |
| 12회 (1975년) | 한성기                                    | 구암리 | 시                               |
| 13회 (1976년) | 박현숙                                    | 가면무도회 | 희곡                             |
| 14회 (1977년) | 김시철                                    | 임금 | 시                               |
| 15회 (1978년) | 구경서                                    | 투계 | 시                               |
| 16회 (1979년) | 서기원                                    | 이조백자 마리아상 | 소설                             |
| 17회 (1980년) | 원형갑                                    | 포멀리즘과 현상학 사이                                                                                                  | 문학평론                         |
| 18회 (1981년) | 이석                                      | 화혼집 | 시                               |
| 18회 (1981년) | 서정범                                    | 그 생명의 고향 | 수필                             |
| 19회 (1982년) | 김용운                                    | 통나무집, 안개꽃 | 소설                             |
| 20회 (1983년) | 윤재근                                    | 만해시와 주제적 시론 | 문학평론                         |
| 21회 (1984년) | 김초혜 송명호                             | 떠돌이 별 다섯계정의 노래                                                                                               | 시 아동문학                      |
| 22회 (1985년) | 오인문                                    | 하늘에 걸린 얼굴 | 소설                             |
| 23회 (1986년) | 박경종 정문호                             | 팔지 않는 기차표 넉넉한 밤을 위하여                                                                                     | 동화 시                          |
| 24회 (1987년) | 홍윤기 최미나                             | 내가 처음 너에게 던진 것은 이슬의 얼굴                                                                                  | 시 소설                          |
| 25회 (1988년) | 전옥주 윤병노                             | 그림자 연 한국근대작가 작품연구                                                                                         | 희곡 문학평론                    |
| 26회 (1989년) | 이철호 이동희 이열주                      | 사랑의 방 너머엔 슬픔의 아침이 울고가는 저 기러기 달맞이 꽃                                                             | 수필 소설 시                     |
| 27회 (1990년) | 이은방 염재만 진을주                      | 하늘 못 말뚝에 절하고 그대의 분홍빛 슬픔은                                                                              | 시조 소설 시                     |
| 28회 (1991년) | 최은하 조수비 주동운                      | 꽃과 사랑의 그림자 미완의 바람 S강의 조종                                                                               | 시 소설 희곡                     |
| 29회 (1992년) | 박정희 (시인) 박일동 유혜자               | 다시 만날 그날까지 달래 아리랑 절반은 그리움, 절반은 바람                                                               | 시 희곡 수필                     |
| 30회 (1993년) | 한순흥 송동균 안장환                      | 소리없는 대화 밤에만 울던 뻐구기 왜 낮에도 우는가 꽃샘 바람                                                             | 시 소설                          |
| 31회 (1994년) | 김후란 하유상 엄기원                      | 서울의 새벽 감투바람 숙제 없는 학교                                                                                     | 시 희곡 아동문학                 |
| 32회 (1995년) | 최승범 송원희 김규화                      | 천지에서 안중근 멀어지는 가을                                                                                           | 시조 소설 시                     |
| 33회 (1996년) | 양채영 유상덕 전상국 윤재천 강성희 이상현 | 한림으로 가는 길 바라보는 사람을 위하여 사이코 나뉘고 나뉘어도 하나인 우리를 위하여 희곡전집 아이들은 시집속에서 꿈꾼다 | 시 시조 소설 수필 희곡 아동문학  |
| 34회 (1997년) | 김창직 강계순 김남환                      | 달과 영혼과의 간주곡 시선집 이차돈의 강                                                                                 | 시 시조                          |
| 35회 (1998년) | 박명응 이규희 김병권                      | 뒤돌아보기, 강 그 여자의 뜀박질은 끝나지 않았다 생각하는 눈                                                             | 시 소설 수필                     |
| 36회 (1999년) | 오성찬 정재익 김신철                      | 진혼아리랑 팔공산 가는 구름 백두산 가는 길                                                                              | 소설 시조 아동문학               |
| 37회 (2000년) | 구인환 홍승주 김영수                      | 산밑 사람들 카인의 비극 한국문학 그 웃음의 미학                                                                         | 소설 희곡 문학평론               |
| 38회 (2001년) | 백시종 류보상 이병훈 한분순 박연구        | 그 여름의 풍향계 사기꾼 천국 변산 골짝에 이는 바람 소녀 초상화                                                          | 소설 희곡 시 시조 수필           |
| 40회 (2003년) | 김지연 김영무 이향아 이우걸 김시헌 이영호 | 산막의 영물 퇴계선생 상소문 꽃들은 진저리를 친다 맹인 허무의 표정 멀리보는 새                                           | 소설 희곡 시 시조 수필 아동문학  |
| 41회 (2004년) | 정공채 손영목 이재철                      | 새로운 우수 유년의 환상 방정환론                                                                                        | 시 소설 아동문학                 |
| 42회 (2005년) | 이성교 조오현 김웅                        | 운두령을 넘으며 절간 이야기 갯벌에 관한 명상                                                                            | 시집 시조시집 소설집             |
| 43회 (2006년) | 오태영 공덕룡                             | 수레바퀴 약한자여 그대 이름은 남자                                                                                      | 희곡집 수필집                    |
| 44회 (2007년) | 성기조 김용철 정목일                      | 청하 성기조 시전집 깡초 마음 고요                                                                                       | 시전집 소설 수필집               |
| 45회 (2008년) | 김선영 민병도 박종현                      | 작파하다 내 안의 빈집 섬에 온 쌍둥이 별                                                                                 | 시집 시조시집 동화집             |
| 46회 (2009년) | 김소엽 유자효 변해명                      | 사막에서 길을 찾네 전철을 타고 히말라야를 넘다 시간의 작은 방울                                                         | 시집 시조시집 수필               |
| 47회 (2010년) | 왕수영 김용재                             | 달과 별과 타향의 시 나루터 마을                                                                                         | 시집 동화집                      |
| 48회 (2011년) | 서영수                                    | 바람의 고향 | 시집                             |
| 49회 (2012년) | 김교한                                    | 잠들지 않는 강 | 시조집                           |
| 50회 (2013년) | 성춘복                                    | '길 밖에서' | 시집                             |
| 51회 (2014년) | 박순녀                                    | '이중섭을 찾아서' | 소설집                           |
| 52회 (2015년) | 김홍신 박진환                             | '단 한 번의 사랑' '복수의 시ㆍ1~36'                                                                                     | 장편소설 시집                    |
| 53회 (2016년) | 이원규 심상옥                             | '마지막 무관생도들' '합주'                                                                                              | 장편소설 수필집                  |
| 54회 (2017년) | 김주완 송하선 원용우 김용만               | '주역 서문을 읽다' '몽유록' '아차산 연가' '잔아(殘兒)'                                                                  | 시집 시조집 장편소설             |
| 55회 (2018년) | 김남곤 한춘섭 신상성                      | '선생님이 울어요' '다시 유월에' '목불'                                                                                  | 동시집 시조집 소설집             |
| 56회 (2019년) | 조남익 박영교 정영자 김종상               | '한강의 벽' '우리가 산다는 것은 '문학과 문화의 접점' '꽃과 나무 이야기'                                                 | 시집 시조집 평론집 동시집        |
| 57회 (2020년) | 구재기 도광의 이광석 강준희 문삼석        | '모시올 사이로 바람이' '무학산을 보며' '바람의 기억' '촌놈' '물괴 눈에는'                                               | 시집 대하소설 동시               |
| 58회 (2021년) | 나태주 박찬선 김정희 이상문 조병무 지연희 | '너 하나만 보고 싶었다' '물의 집' '복사꽃 그늘 아래' '붉은 눈동자' '문학의 미적 담론과 시학' '별의 노래'                | 시집 시조집 장편소설 평론집 수필 |
| 59회 (2022년) | 권용태 김명수 김상렬 김완기 선용          | '그리하여 너의 섬에 갈 수 있다면' '11월엔 바람소리도 시를 쓴다' '백두산 아리랑' '들꽃 백화점' '바람의 손                | 시집 소설집 동시집               |
| 60회 (2023년) | 소재호 최원현 하청호                      | '노루귀' '고자바리' '동시가 맛있다면 세프들이 화를 낼까'                                                                | 시 수필집 동시집                 |
| 61회 (2024년) | 이광복 박동수 신현득                      | '뿌리' '움직이는 것들의 소리를 그리워한다' '해님 고맙습니다'                                                            | 소설 수필집 동시집               |